# QBB-95
Il QBB-95chiamato anche Type 95 LMG, è una variante dell'arma Type 95. È prodotta dalla Norinco per l'Esercito popolare della liberazione, le forze armate della Repubblica popolare cinese. È disponibile anche una versione di esportazione nota come QBB-97, che camera proiettili NATO 5.56 × 45mm.

## Caratteristiche
Basato sul QBZ-95 il caricatore è a tamburo a 80 colpi, tuttavia è compatibile anche il caricatore da 30 colpi standard.
Sebbene il QBB-95 e il QBZ-95 siano entrambi muniti di munizioni da 5,8 × 42 mm, il QBB-95 utilizza normalmente le cartucce per fucile mitragliatrici pesanti DBP88, che hanno una portata più lunga, maggiore penetrazione e una migliore balistica a lungo raggio.

## Varianti
Seguendo lo sviluppo del QBZ-95-1, le sue caratteristiche sono state sviluppate nel QBB-95-1 LSW. Come fucile d'assalto, aveva già le caratteristiche della canna per sparare pesanti munizioni DBP10, quindi i miglioramenti ergonomici del nuovo design del fucile furono incorporati nella nuova mitragliatrice leggera QBB-95-1.